# Bumirejo (Pekalongan Barat)
Bumirejo is een bestuurslaag in het regentschap Pekalongan van de provincie Midden-Java, Indonesië. Bumirejo telt 2054 inwoners (volkstelling 2010).